# Женская сборная Швеции по хоккею на траве
Женская сборная Швеции по хоккею на траве — женская сборная по хоккею на траве, представляющая Швецию на международной арене. Управляющим органом сборной выступает Ассоциация хоккея на траве Швеции (швед. Svenska Landhockeyförbundet, англ. Swedish Hockey Association).

## Результаты выступлений

### Чемпионат Европы
- 1995 — 12-е место[2]

### Чемпионат Европы (индорхоккей)
II дивизион
- 1996 — 5-е место[3]
- 1998 — 6-е место[4]

- 2012 — [5]

III дивизион
- 2008 — 4-е место[6]
- 2010 — [7]
- 2012 — 4-е место[8]
- 2014 — [9]